# Musca polisma
Musca polisma este o specie de muște din genul Musca, familia Muscidae. A fost descrisă pentru prima dată de Walker în anul 1849. Conform Catalogue of Life specia Musca polisma nu are subspecii cunoscute.